# 阿尼瓦尔·平托
阿尼瓦尔·平托·加门迪亚（西班牙語：Aníbal Pinto Garmendia，西班牙語發音：[aˈniβal ˈpinto]；1825年3月15日—1884年6月9日），智利政治人物、律师，1876年至1881年担任智利总统。平托在任期间智利与邻国秘鲁、玻利维亚爆发了硝石战争，智利最终取得胜利并占领了玻利维亚的安托法加斯塔，秘鲁的伊基克、阿里卡及塔克纳等地。